# Palazzo Manso
Der Palazzo Manso ist ein Palast aus dem 15. Jahrhundert im Viertel Pendino in Neapel in der italienischen Region Kampanien. Er liegt im Vico Santi Filippo e Giacomo.

## Geschichte
Der Palast wurde sicherlich im 15. Jahrhundert errichtet, aber in den folgenden Jahrhunderten oft umgebaut. Er gehörte der Familie Di Capua, Grafen von Palma. 1643 kaufte ihn Giovanni Battista Manso von Andrea Marchese, dem Präsidenten des Sacro Regio Consiglio, mit der Absicht, dort das Seminario dei Nobili zu etablieren, dessen Leitung den Jesuiten oblag, die aber in den Folgejahren lieber einen größeren Palast an der Via Nilo kauften.
Der Palast verblieb unter den Besitzungen des Real Monte Manso di Scala und wurde in den Jahren 2016 und 2017 einer wunderbaren Restaurierung unterzogen, an die eine Plakette an einer der Wände des Innenhofes erinntert.

## Beschreibung
Der Palast zeigt eine einfache Fassade mit zwei Stockwerken, in deren unterem Teil sich das Portal mit flachem Bossenwerk befindet. Den großen Innenhof schließt hinten eine imposante Vorhalle mit drei Bögen ab, über der sich eine Terrasse mit einer Balustrade aus Piperno aufbaut. Seitlich davon sind zwei Treppen eingebaut.